# Communauté intercommunale Réunion Est
La communauté intercommunale Réunion Est (CIREST) est une communauté d'agglomération française, située dans le département français d'outre-mer de La Réunion.
La CIREST est l'intercommunalité la plus étendue de La Réunion. Elle couvre 735,80 km2. 60 % du parc national de La Réunion se trouve sur le territoire de la CIREST.

## Historique
La CIREST a été créée le 31 décembre 2001. Elle succède à une communauté de communes couvrant le même territoire créée le 19 décembre 1996.
Le 11 février 2015, un partenariat entre la CINOR et la CIREST a créé le syndicat intercommunal de traitement des déchets : SYDNE. Le comité syndical est composé de la CINOR, de la CINOR, de la région et du département. Le syndicat mixte est financé par les deux communautés d’agglomération, en fonction des tonnages respectifs des déchets traités par les deux entités. Gérald Maillot (président de la CINOR) a été élu président du syndicat et Jean-Paul Virapoullé (président de la CIREST), 1er vice-président.

## Territoire communautaire

### Géographie
Elle est située sur la côte est de La Réunion.

### Composition
La communauté d'agglomération est composée des 6 communes suivantes :

| Nom                     | Code Insee | Gentilé        | Superficie (km2) | Population (dernière pop. légale) | Densité (hab./km2) |
| ----------------------- | ---------- | -------------- | ---------------- | --------------------------------- | ------------------ |
| Saint-Benoît (siège)    | 97410      |                | 229,61           | 37 585 (2022)                     | 164                |
| Bras-Panon              | 97402      | Panonnais      | 88,55            | 13 131 (2022)                     | 148                |
| La Plaine-des-Palmistes | 97406      | Palmiplainois  | 83,19            | 6 920 (2022)                      | 83                 |
| Saint-André             | 97409      | Saint-Andréens | 53,07            | 57 546 (2022)                     | 1 084              |
| Sainte-Rose             | 97419      | Sainte-Rosiens | 177,6            | 6 450 (2022)                      | 36                 |
| Salazie                 | 97421      | Salaziens      | 103,82           | 7 333 (2022)                      | 71                 |

### Démographie
| 1967   | 1974   | 1982   | 1990   | 1999    | 2009    | 2014    | 2020    |
| ------ | ------ | ------ | ------ | ------- | ------- | ------- | ------- |
| 61 289 | 66 204 | 74 313 | 85 132 | 101 804 | 118 620 | 126 329 | 127 537 |

## Administration

### Siège
Le siège de la communauté d'agglomération est situé à Saint-Benoît.

### Les élus
Le conseil communautaire de la communauté d'agglomération se compose de 48 conseillers, représentant chacune des communes membres et élus pour une durée de six ans.
Ils sont répartis comme suit :
| Nombre de conseillers | Communes                                      |
| --------------------- | --------------------------------------------- |
| 22                    | Saint-André                                   |
| 15                    | Saint-Benoît                                  |
| 5                     | Bras-Panon                                    |
| 2                     | La Plaine-des-Palmistes, Sainte-Rose, Salazie |

### Présidence
| Période                                  | Période  | Identité              | Étiquette | Qualité |
| ---------------------------------------- | -------- | --------------------- | --------- | --- |
| 2005                                     | 2008     | Jean-Marie Virapoullé | UDI       | Vice-président du conseil départemental de La Réunion (depuis 2015)                                             |
| 2008                                     | 2011     | Philippe Le Constant  | PS        | Conseiller départemental du canton de Saint-Benoît-2 (1992-1994 et 1998-2021) Maire de Saint-Benoît (1999-2001) |
| 2011                                     | 2014     | Éric Fruteau          | PCR       | Maire de Saint-André (2008-2014)                                                                                |
| 2014                                     | 2020     | Jean-Paul Virapoullé  | UMP       | Sénateur (2001-2011) Député (1986-1997) Maire de Saint-André (1972-2008 et 2014-2020)                           |
| 2020                                     | En cours | Patrice Selly         | DVG       | Maire de Saint-Benoît (2020- )                                                                                  |
| Les données manquantes sont à compléter. |          |                       |           | |

### Régime fiscal et budget
Le régime fiscal de la communauté d'agglomération est la fiscalité professionnelle unique (FPU).

## Projets et réalisations

### Réalisations
Un pôle bois (zone d’activités destinée à soutenir et à promouvoir la filière bois) a été créé et est situé à Saint-Benoît.
Un pôle agro-alimentaire, qui est un parc de 20 hectares voué aux métiers de l'agro-alimentaire a été mis en place pour mettre en avant les spécificités du territoire Est (fertilité de la terre). En effet, de nombreux fruits (letchis, ananas, goyaviers, etc.) sont produits dans la région. Plusieurs entreprises se sont installées dans ce pôle qui est situé en zone franche urbaine (ZFU). 
Résolument tournée vers le développement durable depuis 2009, la CIREST a mené, en partenariat avec l’ARER, des actions structurantes pour sa stratégie énergétique et la valorisation des énergies renouvelables. Cette volonté a pris la forme de villages solaires situés dans l'Est (Bras-Panons, Sainte-Rose, Bras de Chevrettes à Saint André....)
Longtemps en retard en matière de développement économique, la CIREST peut s’enorgueillir d’avoir aujourd’hui la première et plus grande zone franche urbaine intercommunale de France, grâce à ses 3 000 hectares dédiés, sur les communes de Bras-Panon, Saint-André et Saint-Benoît.
En avril 2015, un appel à projets (AAP) a été lancé par le service environnement de la CIREST pour la gestion d'une « Ressourcerie ». Cette structure récupère des objets jetés en déchèteries ou déposés par les usagers. Selon leur état, la Ressourcerie peut les réparer pour ensuite les revendre à un prix inférieur au prix d'achat. Cette action allie développement durable (réduction des déchets) et économie sociale et solidaire (objets à destination de personnes à revenus modestes).